# Chemin de fer touristique du fort de Villey-le-Sec
Le Chemin de fer touristique du fort de Villey-le-Sec, est situé dans la commune de Villey-le-Sec, dans le département de Meurthe-et-Moselle en région Lorraine. Il permet une promenade, dans un wagon tracté par un ancien locotracteur diesel, sur les 1,3 km d'une voie ferrée de 0,60 m, type Péchot, reconstituée dans les fossés du fort de Villey-le-Sec. Ce parcours est intégré dans le programme de la visite du fort, organisée par l'association la Citadelle.

## Histoire
C'est en 1888 que fut adoptée à Toul la voie de 0,60 militaire, dite Système Péchot. C'est un vaste réseau qui fonctionna jusqu'en 1940. Le Fort de Villey-le-Sec fut relié à ce réseau par une voie provenant de Dommartin-les-Toul.

## Patrimoine ferroviaire
Afin de conserver la mémoire de ce réseau, l'association La Citadelle a reconstitué un parcours de 1,3 km autour du fort. La voie est parcourue  par un locotracteur diesel Berry et deux wagons.
L'association possède également une rare citerne prismatique et une plate forme modèle 1888 Péchot.
Divers éléments constituant les voies sont présentés : rails de 5 m, aiguillage, etc.